# Xã Gates, Quận Eddy, Bắc Dakota
Xã Gates (tiếng Anh: Gates Township) là một xã thuộc quận Eddy, tiểu bang Bắc Dakota, Hoa Kỳ. Năm 2010, dân số của xã này là 43 người.